# Salvador Laurel
Salvador Roman Hidalgo Laurel (Paco, 18 novembre 1928 – Atherton, 27 gennaio 2004) è stato un politico filippino, che ricoprì la carica di 10º vicepresidente delle Filippine durante l'amministrazione di Corazon Aquino. Sempre durante la presidenza di Aquino,  ricoprì per un breve periodo la posizione di Primo ministro e di Segretario degli Affari Esteri.
Nella metà degli anni ottanta guidò il partito politico UNIDO e fece parte della rivoluzione del Rosario, una serie di sollevazioni civili e militari che costrinsero il Presidente Ferdinand Marcos all'esilio il 25 febbraio 1986 ed a lasciare il posto a Corazon Aquino.